# Bingo !
Pour l’article homonyme, voir Bingo (homonymie).
Pour plus de détails, voir Fiche technique et Distribution.
Bingo ! est un film français réalisé par Maurice Illouz, sorti en 1998.

## Synopsis
Vincent, grand connaisseur des courses et du poker, et donc endetté, vit dans un hotel, ainsi qu'André qui est en train d'écrire son premier roman. Les prêteurs de Vincent se font de plus en plus pressants, pour rembourser il doit participer a une grosse partie.

## Fiche technique
Source IMDb
- Titre français : Bingo !
- Réalisateur : Maurice Illouz
- Scénariste  : Philippe de Chauveron, Maurice Illouz et Daniel Russo
- Producteur : Yannick Bernard
- Musique du film :  Bernard Grimaldi
- Directeur de la photographie : Yves Cape
- Montage :  Chantal Hymans
- Société de production :  Canal+, Odessa Films, PolyGram Audiovisuel, TF1 Films Production
- Société de distribution : PolyGram Film Distribution
- Pays d'origine  :  France
- Genre : comédie
- Durée : 87 minutes (1 h 27)
- Date de sortie : 
  - France : 24 juin 1998

## Distribution
Source IMDb
- Smaïn : Vincent
- Daniel Russo : André
- Ged Marlon : Ruben
- Jean Benguigui : Tikossian
- Alika Del Sol : Alizée
- Gérard Loussine : Fouille-merde
- Éric Averlant : Boulette
- Bogdan E. Stanoevitch : Lupescu
- Oulage Abour : Jean
- Lolo Zazar : Richard
- Santha Leng : Li Wang
- Jean-Marie Lemaire : Olaf
- Roger Pierre : Monsieur Schmitt
- Mourad : Ali
- Michel Degand : Employé fourrière
- Gilles Dargère : Ramasseur
- Dane Porret : Turfiste cradingue
- Cédric Clodic : Guichetier
- Olivier Schneider : Videur